# John Casper
John Howard Casper (* 9. Juli 1943 in Greenville, South Carolina) ist ein ehemaliger US-amerikanischer Astronaut.
Casper erhielt 1966 einen Bachelor in Ingenieurwesen von der U.S. Air Force Academy und 1967 einen Master in Raumfahrttechnik von der Purdue University. Er ist ein 1986er-Absolvent des Air War College. Casper trat 1968 in die Air Force ein und wurde nach seiner Ausbildung als Pilot in den Vietnamkrieg geschickt, wo er insgesamt 229 Kampfeinsätze flog. Von 1970 bis 1974 war er in Großbritannien stationiert. Nach seiner Rückkehr in die USA wurde Casper zum Testpiloten ausgebildet und als solcher bis 1980 eingesetzt. Danach war er im Verteidigungsministerium der Vereinigten Staaten als stellvertretender Leiter des Büros für Spezialprojekte tätig.

## Astronautentätigkeit
Im Mai 1984 wurde Casper von der NASA als Astronautenanwärter ausgewählt. Nach seiner Ausbildung zum Shuttlepiloten wurde er im Astronautenbüro als Leiter der Operations Development Branch eingesetzt. Er leitete die Weiterentwicklung der Steuerung, Bremsen und Reifen des Bugrads und die Entwicklung eines Landefallschirms. Er war Astronauten-Teamleiter für das Shuttle Avionics Integration Laboratory (SAIL) und Verbindungssprecher (CAPCOM) im Kontrollzentrum.
Nach seinem letzten Weltraumflug im Jahr 1996 wurde Casper als Direktor für Sicherheit und Qualitätssicherung am Johnson Space Center eingesetzt.
Nach der Columbia-Katastrophe im Jahr 2003 war er Mitglied des Untersuchungsteams und arbeitete auch im Return-to-Flight-Programm zur Wiederaufnahme der Shuttle-Flüge mit.

### STS-36
Casper startete am 28. Februar 1990 als Pilot der Raumfähre Atlantis zum ersten Mal ins All. Es wurde ein geheimer Satellit der US-Luftwaffe in einen niedrigen Orbit ausgesetzt, von wo aus dieser digitale Aufklärungssatellit den größten Teil der Erdoberfläche überwachen sollte.

### STS-54
Mit der Raumfähre Endeavour startete Casper als Kommandant am 13. Januar 1993 zur Mission STS-54. Hauptziele dieser Mission waren das Aussetzen des 200 Millionen US-Dollar teuren Tracking and Data Relay Satellite (TDRS-F) und Versuche zur Röntgenastronomie mit dem Diffuse X-ray Spectrometer (DXS).

### STS-62
Am 4. März 1994 flog Casper als Kommandant der Raumfähre Columbia ins All. Hauptnutzlasten der zweiwöchigen Mission waren USMP-2 (United States Microgravity Payload) und OAST-2 (Office of Aeronautics and Space Technology). Während des Fluges wurden zahlreiche Experimente aus verschiedenen Disziplinen durchgeführt.

### STS-77
Die STS-77-Mission startete mit dem Space Shuttle Endeavour am 19. Mai 1996 und war die fünfte Mission des kommerziellen Spacehab-Moduls. Darin wurden ein Dutzend Experimente aus den Sparten Biologie, Elektrotechnik und Landwirtschaft durchgeführt. Weiterhin wurde die Plattform SPARTAN ausgesetzt, die ihrerseits das sogenannte Inflatable Antenna Experiment (IAE) trug. Das 14 Millionen Dollar teure IAE war eine aluminiumbeschichtete Kunststoffhülle, die durch Stickstoffgas in ihre eigentliche Form – eine Antennenschüssel – gebracht wurde. Das zehntägige Unternehmen war der erste Flug, der vom Start bis zur Landung vom neuen Kontrollzentrum in Houston (Consolidated Control Center, CCC) geleitet wurde.

## Privates
John Casper und seine Frau Beth haben vier Kinder.